# IC 1795
Der Fischkopfnebel = (IC 1795) ist ein Emissionsnebel, welcher sich im Sternbild Kassiopeia befindet. Das Objekt wurde in den 1890ern von Edward Emerson Barnard entdeckt.